# ハニートースト

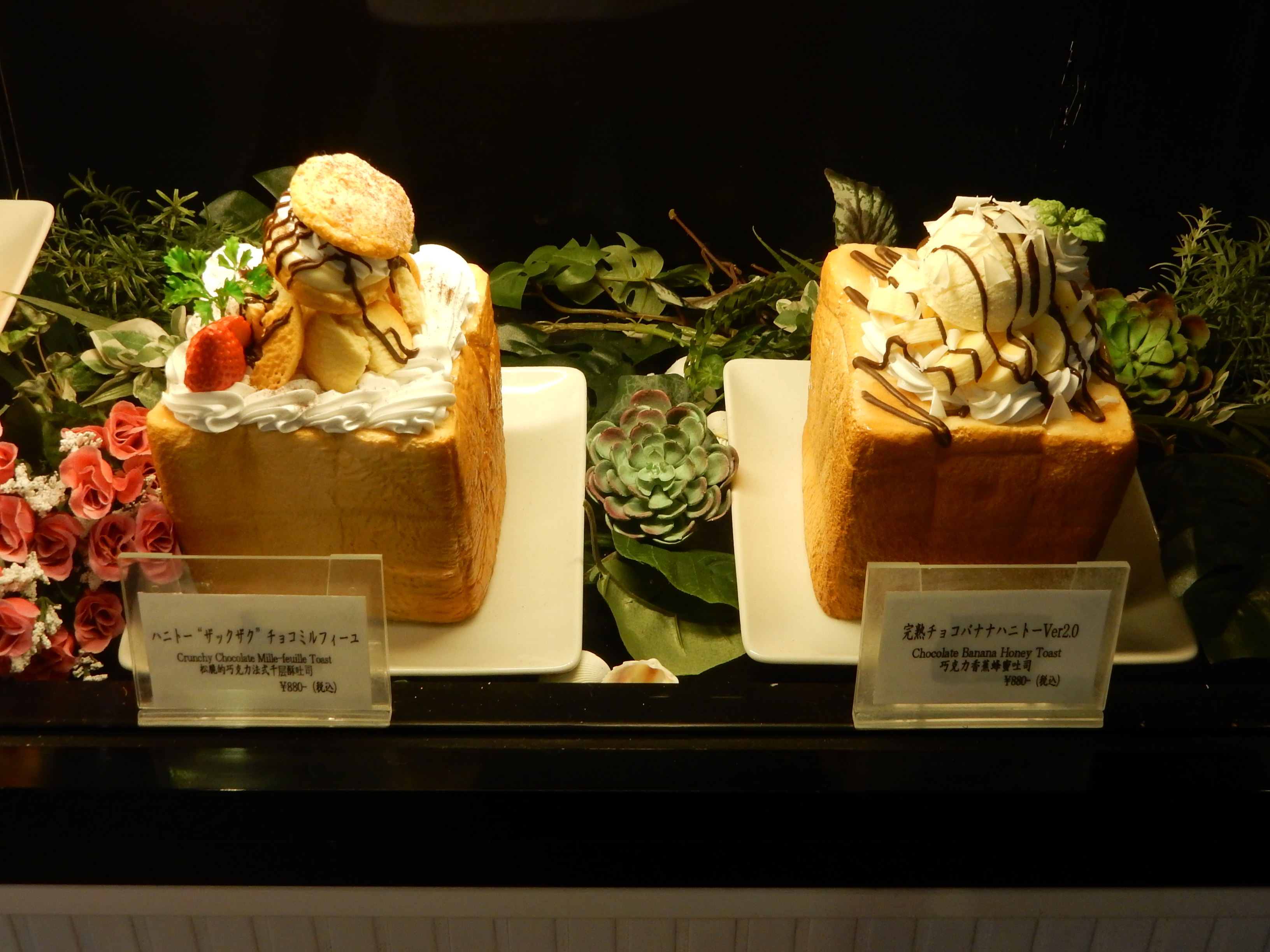
ハニートーストの食品サンプル。パセラにて

ハニートーストは、トーストの一種で、はちみつトースト、ハニトーなどと呼ばれることもある。
作り方は概ね次の通りである。蜂蜜の代わりにメープルシロップを使ったり、トッピングを変更したりすることで多彩なバリエーションがある。
1. スライスしていない食パンを6面のうち5面に耳が付いたままの状態（一般的には1斤の食パンを2等分し立方体状）にする。
2. 食パンの中をくり抜き切れ目を入れ、元のパンの中に戻す。くり抜かずに食パンの途中まで切れ目を入れるだけのこともある。
3. バターを載せて焼く。食感を増すため2回ほど繰り返すこともある。
4. 蜂蜜を上からかける。
5. アイスクリームやチョコレート・ソースなどを添える。

1980年代中期以降に全国展開していたマハラジャやキング&クイーンなどバブル景気の高級ディスコのVIPルームにて、軽食のハニートーストをより豪華にしたものが出されていたのが始まりとされる。1990年代以降、カラオケ店やファミリーレストランなどのメニューとして定着した。
ちなみに呼び方の一つである「ハニトー」はカラオケパセラを運営する株式会社ニュートンの登録商標である。
2017年にはパセラは派生として、蜂蜜やアイスクリームなどの代わりにチーズフォンデュやカレーなどをトッピングした「グルトー（グルメトースト）」を発売している。